# ترهیدن
ترهَیدن (به هلندی: Terheijden) یک منطقهٔ مسکونی در هلند است که در دریملن واقع شده‌است. ترهیدن ۶٫۲۷۹ نفر جمعیت دارد.